# Jorge de Montemayor
Jorge de Montemayor est un écrivain portugais de langue castillane, né au Portugal en 1520 et mort en Italie le 26 février 1561.

## Biographie
Il était attaché à la maison de la princesse espagnole Jeanne qui fut mariée à l'héritier de la couronne du Portugal. 
En 1560, il publie à Valence la traduction en castillan de 97 poèmes d'Ausiàs March,. 

## Œuvre
Il est connu comme l'auteur de deux textes :
- Concionero (1554)
- Los siete libros de la Diana (1559)Les sept livres de Diane, traduit par Anne Cayuela- édition Honoré Champion 1999

### Los siete libros de la Diana
Ce roman pastoral est un des chaînons essentiels du genre. Il mêle, comme il se doit, prose et vers ; la prose sert au récit alors que les vers expriment les sentiments des personnages. Ce roman a connu un immense succès en son temps : il y eut une trentaine d'éditions entre 1559 et 1624. 
Sur le conseil de trois nymphes, les bergers Sirène et Sylvain, amoureux éconduits de la belle Diane, et la bergère Selvagie se dirigent vers le palais de la sage Félicie qui a le pouvoir de réparer les plaies d'Amour. En chemin ils rencontrent Felismène puis Bélise, amoureuses malheureuses elles aussi.